# 代尔夫斯哈芬

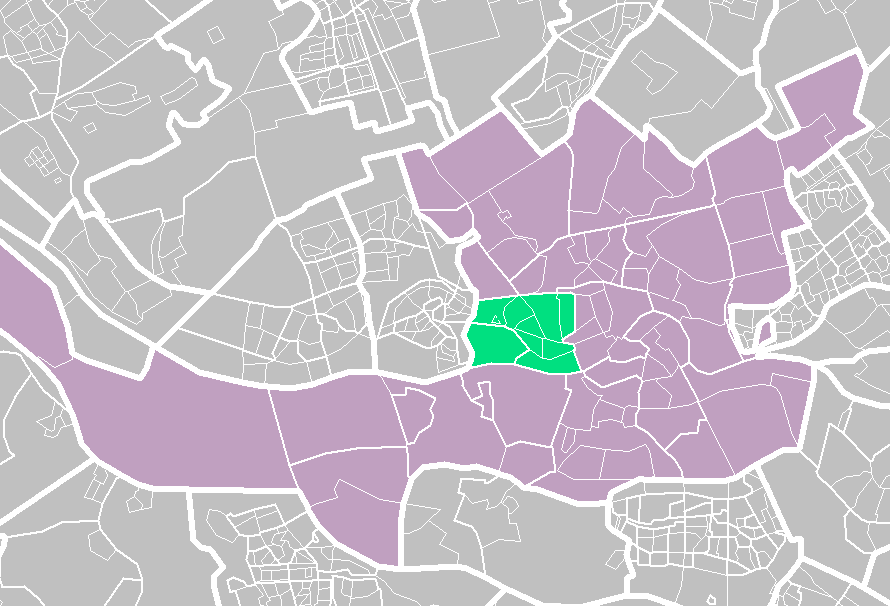
代尔夫斯哈芬（绿色）在鹿特丹（紫色）的位置

代尔夫斯哈芬（荷蘭語：Delfshaven，發音：[ˌdɛlfsˈɦaːvə(n)] ⓘ）是荷兰南荷蘭省鹿特丹的分区，面积5.96平方千米，2023年人口76990。
“代尔夫斯哈芬”一名意为“代尔夫特之港”，其曾是代尔夫特的一部分。1795年，代尔夫斯哈芬成为独立的市镇。1886年，代尔夫斯哈芬并入鹿特丹。